# Campo di lavoro di Monowitz
Il campo di lavoro di Monowitz fu uno dei tre campi principali che formavano il complesso concentrazionario situato nelle vicinanze di Auschwitz, (in polacco Oświęcim), in Polonia. Facevano parte del complesso anche il campo di concentramento di Auschwitz e il campo di sterminio di Birkenau (in polacco Brzezinka) ed i restanti 45 sotto-campi costruiti durante l'occupazione nazista della Polonia. Esso fu fondato nell'ottobre 1942 vicino alla piccola frazione di Monowice (in lingua tedesca Monowitz) in Polonia, nei pressi dell'impianto per la produzione di gomma sintetica Buna-Werke di proprietà della I.G. Farben, per l'impiego dei deportati schiavi nei lavori di costruzione dell'allora più grande stabilimento chimico d'Europa. La Buna fu il più colossale affare delle SS. Questa fabbrica, costata migliaia di morti, non entrò, però, mai in produzione.
Il campo, situato a circa 7 chilometri da Auschwitz, fu operativo dal 31 ottobre 1942 e venne liberato dall'Armata Rossa il 27 gennaio 1945. Vi transitarono circa 35.000 internati, tra cui Primo Levi ed Elie Wiesel.
Oggi l'ex complesso industriale della Buna Werke è diviso in due proprietà di due società polacche: la Chemoservos-Dwory SA, che produce strutture metalliche da costruzione, cisterne e serbatoi, ecc., e la Synthos Dwory Sp., una filiale del Gruppo Synthos SA che produce gomma sintetica, lattice e polistirolo ed altri prodotti chimici; entrambe hanno sede a Oświęcim. A differenza del complesso di Buna Werke, non ci sono più strutture o resti visibili del campo di Monowitz.

## Storia del campo
Il 7 aprile 1941, un migliaio di deportati di Auschwitz fu inviato a piedi in una zona a 6-7 chilometri di distanza dal lager per iniziare i lavori per la costruzione di una nuova grande fabbrica chimica, denominata Buna Werke. I detenuti cominciarono a livellare il terreno, scavare fossati di drenaggio, posare cavi e costruire strade. La sera i prigionieri tornavano a piedi al campo madre dopo una massacrante giornata di lavoro.
Il campo di concentramento di Monowitz (chiamato anche Buna-Monowitz o, inizialmente, sottocampo Auschwitz III), adiacente ai cantieri della Buna Werke, venne aperto successivamente il 31 ottobre 1942, un anno e sette mesi dopo l'inizio dei lavori, su iniziativa della compagnia chimica multinazionale tedesca IG Farben, la stessa impegnata nell'erezione di questo colossale impianto per la produzione di gomma sintetica e di combustibili liquidi attraverso il carbone.
La Buna Werke, in origine, doveva essere eretta in Slesia, fuori della portata dei bombardieri alleati. In seguito, però, tra i siti proposti tra il dicembre 1940 e il gennaio 1942 la locazione scelta fu il terreno pianeggiante della zona orientale di Auschwitz, ottenuto sgomberando e demolendo i villaggi di Dwory e Monowice. La scelta fu motivata dalle buone condizioni geologiche del luogo, il vicino accesso alle maggiori vie di trasporto, sia ferroviario che stradale, l'abbondante possibilità di approvvigionamento idrico, l'importante disponibilità della materia prima, quale il carbone, dalle miniere in Libiąż, Jawiszowice e Jaworzno, del calcare da Krzeszowice e del sale da Wieliczka; tuttavia la ragione principale della costruzione del complesso industriale in quel sito era la presenza dell'enorme forza lavoro schiava dei vicini campi di Auschwitz e Birkenau.
Tra il febbraio e l'aprile 1941 la IG Farben aveva raggiunto una serie di assai vantaggiosi accordi con i nazisti; ciò consentì alla IG Farben di risparmiare grandi capitali, consentendole di poter affrontare investimenti per la costruzione della più grande fabbrica chimica dell'epoca in Europa. La società acquistò il terreno dal Ministero del Tesoro tedesco per un prezzo basso, dopo che era stato espropriato ai proprietari polacchi del posto senza alcun indennizzo. Le autorità tedesche requisirono tutte le case degli ebrei di Auschwitz e le vendettero alla IG Farben come alloggio per i dipendenti della società venuti dalla Germania ed anche per alcuni polacchi locali. I funzionari della IG Farben stipularono una tariffa con le autorità SS: pagavano per ogni prigioniero inviato un prezzo di 3-4 Reichsmark al giorno per la manodopera necessaria di lavoratori ausiliari e di 6 RM per quella dei qualificati e inoltre di 1,5 RM per i bambini. La IG Farben chiedeva inoltre di effettuare anche costanti selezioni al campo e in fabbrica per eliminare subito tutti i deportati che man mano divenivano inabili al lavoro, al fine di non abbassare il livello produttivo.
La maggior parte degli internati a Monowitz erano ebrei; nell'autunno 1943 costituivano il 60-75% della popolazione carceraria del lager; all'inizio del 1944 arrivarono al 90%. Questo dimostra appieno l'aperta partecipazione della IG Farben al processo di sterminio. I primi lavoratori prigionieri del KL Auschwitz, inviati dall'aprile 1941, dovevano camminare a piedi, come già detto, 6–7 km dal campo in andata e ritorno, oltre al lavoro in fabbrica. Alla fine del luglio successivo, al migliaio di lavoratori presenti fu fatto prendere il treno alla stazione di Dwory per non disperdere energie e risorse umane. Ciò andò avanti fino al 21 luglio 1942, quando un'epidemia di tifo nel campo principale e a Birkenau fermò i viaggi di lavoro. Preoccupata per questa ed altre future perdite della manovalanza, la IG Farben decise di trasformare il vicino campo di baracche in costruzione a Monowice per i civili e le SS in un nuovo campo di concentramento solo per prigionieri, in modo da avere la forza lavoro nell'immediato ed evitare il rischio di future epidemie, qui più improbabili.
A causa dei ritardi nella fornitura di filo spinato ci furono diversi rinvii dell'apertura del campo. I primi deportati stabili arrivarono il 26 ottobre 1942 e il 31 il lager venne aperto; dopo pochi giorni, all'inizio di novembre, nel campo di Monowitz si contavano già circa 2100 prigionieri, provenienti dai campi di concentramento di Buchenwald, Sachsenhausen e Dachau, oltre che dai Paesi Bassi. Alla fine del 1942 il campo abitato era arrivato solo a metà del suo progetto stabilito. L'espansione del campo continuò fino all'estate del 1943; le ultime quattro baracche furono costruite alla fine del primo semestre del 1944.
La popolazione del campo di sterminio arrivò dai 3.500 individui nel dicembre del 1942 a oltre 6.000 entro la prima metà del 1943. Il sistema aveva raggiunto dimensioni e complessità tali che fu ritenuto opportuno smembrarlo; nel novembre del 1943 le autorità SS decisero che i lager di Auschwitz II (Birkenau) e Auschwitz III (Monowitz) sarebbero diventati indipendenti dal campo-madre (Stammlager) di Auschwitz. Monowitz divenne a sua volta "Stammlager" e furono messi alle sue dipendenze ben 16 dei 45 sottocampi di Auschwitz I. Questi 16 sottocampi fornivano a loro volta manodopera schiava ad altre sei società tedesche, tra cui la Krupp, la Union, la Siemens-Schucket, le Hermann Göring Werke, oltre la IG Farben di Monowitz. Essi, escluso il sottocampo di Brünn (Brno) in Moravia, furono accorpati alle aziende secondo l'elenco seguente:
- 1ª Azienda – Monowitz,
- 2ª Azienda – Golleschau, Jawischowitz,
- 3ª Azienda – Bobrek, Fürstengrube, Günthergrube, Janinagrube,
- 4ª Azienda – Neu-Dachs,
- 5ª Azienda – Eintrachthütte, Lagischa, Laurahütte, Sosnowitz II,
- 6ª Azienda – Gleiwitz I, II e III,
- 7ª Azienda – Blechhammer.

L'Hauptsturmführer-SS Heinrich Schwarz venne nominato comandante del campo autonomo di Monowitz, a lui rispondevano anche i sottocampi satelliti. Rimase in carica dal novembre 1943 al gennaio 1945.
Nel luglio del 1944 la popolazione del lager era cresciuta a oltre 11.000 prigionieri, la maggior parte dei quali erano ebrei. Nonostante il crescente tasso di mortalità degli schiavi per lavoro, fame, le esecuzioni e altre forme di omicidi, la IG Farben insistette per la rimozione di altri eventuali prigionieri giudicati malati ed esausti da Monowitz; le persone selezionate come incapaci di continuare il lavoro furono assassinate.
Il 10 febbraio 1943 l'SS-Obersturmbannführer Gerhard Maurer, responsabile per l'occupazione lavorativa dei campi di concentramento, era arrivato ad Oświęcim per pattuire con la IG Farben l'invio di un altro migliaio di prigionieri in sostituzione degli operai eliminati, iniziando anche con questa fabbrica il sistema dei rimpiazzi dei detenuti selezionati come non più sfruttabili con nuovi prigionieri.
Più di 10.000 prigionieri furono le vittime delle selezioni nel periodo in cui funzionò il campo di Monowitz. Portate nell'ospedale del campo principale di Auschwitz, furono uccise da un'iniezione letale di fenolo al cuore. Gran parte delle vittime furono inviate a Birkenau e nella maggioranza dei casi assassinate nelle camere a gas. Più di 1.600 altri prigionieri morirono nell'ospedale a Monowice e molti furono trucidati in cantiere o impiccati al campo. Sommando tutte le cifre, il numero totale stimato delle vittime di Monowitz-Auschwitz III è di oltre 10.000 prigionieri che persero la vita a causa del lavoro per la IG Farben.
Nel gennaio del 1945 la maggior parte dei prigionieri fu evacuata e inviata con una marcia della morte a Gleiwitz (Gliwice), un sottocampo vicino al confine ceco. I superstiti furono poi portati in treno verso i campi di Buchenwald e Mauthausen.
Tra i prigionieri più conosciuti del campo di Monowitz vanno ricordati il Nobel per la Pace Elie Wiesel, lo scrittore italiano Primo Levi, Pio Bigo che scrisse "Il triangolo di Gliwice – Memoria di sette lager" sulla sua esperienza, lo scenografo cinematografico Willy Holt, il deportato politico italiano Cesare Sacchi, insignito della Medaglia d'onore di Castelnuovo Scrivia (AL).

### I bombardamenti di Buna-Werke / Monowitz
Gli alleati bombardarono le fabbriche IG Farben a Monowitz per quattro volte durante la guerra. Il primo raid fu condotto il 20 agosto 1944 con 127 aerei B-17, Fortezze volanti del 15° US Army Air Force, partiti da Foggia. Il bombardamento iniziò alle 22:32 e durò circa 28 minuti con bombe ad alto esplosivo. Il 13 settembre, sempre del 1944, gli alleati, con 96 aerei B-24 Liberator, bombardarono Monowitz per 13 minuti. Il terzo attacco avvenne il 18 dicembre 1944 da 2 aerei B-17 e 47 B-24. Il quarto e ultimo attacco ci fu il 26 dicembre 1944 da 95 aerei B-24.

## La funzione del campo
Il campo di Monowitz sorse a circa 7 chilometri a est dal campo principale Auschwitz allo scopo di avvicinare, come già detto, manodopera schiava per il grande impianto chimico Buna Werke, allora in costruzione, evitando lunghe marce tra il campo principale e il sito in costruzione e aumentando così la produttività. La Buna Werke, proprietà della IG Farben, era un complesso destinato alla produzione su vasta scala di gomma sintetica (Buna, dal quale il nome del complesso), benzina sintetica e altri sottoprodotti del carbone.
La IG Farben aveva investito nella fabbrica ben 700.000 Reichsmark, l'equivalente di oggi di un milione e mezzo di dollari; ciò fu reso possibile con gli accordi con i nazisti che limitavano le spese di acquisto di immobili e riducevano di molto il costo della manodopera a importi mensili risibili rispetto ai normali stipendi. I nazisti offrivano a poco prezzo case e terreni requisiti alle migliaia di prigionieri dei quali non era necessario preoccuparsi più di tanto in spese mediche, alloggiative, alimentari né contributive. Non ci si preoccupava neanche di chiamarli con il loro nome ma semplicemente "stücke", "pezzi", pezzi marchiati ciascuno con il proprio numero di riconoscimento. Quando un "pezzo" si rompeva veniva subito sostituito dalla "gestione" SS.
Nonostante gli sforzi disumani che costarono la morte di circa 10.000 deportati (secondo alcuni i morti di Monowitz furono ben 25.000), impiegati su un totale di 35.000, l'impianto Buna Werke non arrivò mai, come detto da Primo Levi, ad un solo chilo di gomma prodotta. Era la più grande fabbrica chimica in costruzione all'epoca. Il libro Se questo è un uomo di Primo Levi, deportato italiano di religione ebraica, descrive le tragiche condizioni di vita degli internati a Monowitz. Lo stesso Levi dovette probabilmente la propria salvezza alla laurea in chimica che gli permise di essere assunto in qualità di "specialista" all'interno del complesso riuscendo ad evitare periodicamente le indescrivibili condizioni (acuite dal rigido inverno polacco) in cui erano costrette le squadre di lavoro del lager.

## Sistemi adottati per aumentare la produttività lavorativa dei prigionieri
La mortalità nel campo era altissima. Si può ragionevolmente dedurre che il motivo del tasso di morte così elevato nel campo Monowice fu dovuto ai dirigenti della fabbrica che imposero ritmi di lavoro pesantissimi. Ai capireparto, kapos, SS, era costantemente richiesto di ottenere una maggiore produttività dai prigionieri. La IG Farben era fermamente convinta che dai prigionieri si potesse ottenere di più e che la loro condizione di detenuti li portasse ad essere sabotatori e lavativi, visto il loro scarso rendimento. Nei rapporti inviati da Monowitz alla sede centrale della IG Farben a Francoforte sul Meno, Max Faust, un ingegnere responsabile della costruzione affermò in questi rapporti che l'unico modo per mantenere la produttività del lavoro dei detenuti a un livello soddisfacente è attraverso l'uso della violenza e delle punizioni corporali. Pur dichiarando la propria opposizione a "frustare e maltrattare i prigionieri a morte," Faust tuttavia aggiunse che "il raggiungimento della produttività appropriato è fuori questione, senza il bastone."
Anche essendo picchiati ferocemente, i prigionieri continuavano a lavorare più lentamente degli operai tedeschi. Questa fu una fonte di rabbia e di insoddisfazione per i responsabili della fabbrica, che portò a ripetute richieste alle autorità del lager di aumentare il numero di uomini delle SS e trovare kapos più determinati per controllare i prigionieri. Un gruppo di kapòs tedeschi appositamente scelti tra i peggiori criminali comuni furono inviati a Monowitz. Quando anche questo non sortì i risultati sperati, i funzionari della IG Farben cambiarono atteggiamento; suggerirono allora, per accelerare il lavoro, l'introduzione di un sistema di cottimo rudimentale ed alcuni privilegi ai prigionieri più solerti tra cui il diritto di indossare orologi, avere capelli più lunghi (cosa respinta subito), il pagamento con buoni da spendere nello spaccio del campo (che vendeva a prezzo basso sigarette, dolci e poche altre cose), oppure avere accesso al bordello del lager, aperto appositamente a Monowitz nel 1943.
Neanche questi espedienti ebbero un effetto significativo sulla produttività dei prigionieri.
Nel dicembre del 1944, in occasione di una serie di ultime conferenze tedesche, tenute nella vicina Katowice, si portò all'attenzione la vera causa della bassa produttività dei detenuti: finalmente si dovette ammettere che i prigionieri lavoravano lentamente semplicemente perché avevano fame. Non riuscivano a lavorare ovviamente perché non mangiavano. Ai prigionieri veniva servita la "Buna-suppe" una zuppa acquosa immangiabile e assai ipocalorica insieme con razioni di cibo estremamente esigue; certamente un'alimentazione notevolmente al di sotto del fabbisogno giornaliero del detenuto. Solo poche settimane prima dello sgombero di Monowitz si ebbe il coraggio di ammettere, anche se indirettamente, che lo sterminio per fame riduceva la produttività, che tanta violenza e sadismo ed espedienti erano stati inutili perché i lavoratori schiavi, ridotti a scheletri denutriti che non riuscivano a mantenere i ritmi di lavoro, anche se picchiati a morte.
Tanti furono gli espedienti messi in pratica per tenere alto il regime di produzione ma mai si mise in pratica la soluzione più ovvia ed elementare: quella di aumentare le razioni di cibo; sicuramente perché ciò avrebbe interrotto lo sterminio in corso.

## Cosa furono i campi come Monowitz
Considerare Monowitz e tutti gli "Arbeitslager" solo campi di lavoro è assai riduttivo ed inesatto. La parola "lavoro" in un lager nazista significava in realtà che i deportati venivano sfruttati prima di ucciderli, sterminati volutamente e scientificamente con il lavoro stesso, alimentandoli con cibi di scarso nutrimento e calorie, fino a che esaurivano fisicamente ogni riserva di grasso e muscoli, arrivando a pesare pochissime decine di chili; dopodiché o sopraggiungeva la morte per sfinimento fisico o appena si diventava inabili al lavoro si veniva subito selezionati per essere soppressi.
Essere inviati in un "campo di lavoro" nazista non significava aver salva la vita ma solo sopravvivere qualche settimana in più di sofferenze indicibili; la condanna a morte per i deportati era una sentenza inappellabile e non pronunciata. Il lavoro rinviava ma non risparmiava la morte. La sopravvivenza era calcolata in due-tre mesi al massimo. Forse i più fortunati erano quelli che venivano uccisi subito all'arrivo.
Il lavoro fu lo strumento di sterminio volutamente scelto per rendere possibile l'assassinio di milioni di "indesiderabili" al regime, e fu la causa di morte principale nei lager diretti dalle SS. Ufficialmente si veniva inviati in Germania a "lavorare". Lo sterminio camuffato da lavoro salvava la faccia agli aguzzini dalle future incriminazioni e teneva calme le popolazioni, evitando le eventuali sommosse; il nemico invasore, in fondo, non era così cattivo se invece di fucilare faceva lavorare.
Inoltre, milioni di lavoratori schiavi, sostituendosi a costo zero alla manodopera tedesca, fecero sì che la Germania potesse disporre di un numero assai maggiore di soldati al fronte, non più trattenuti a casa da impegni lavorativi e ottenere anche un colossale risparmio sulla spesa del lavoro stesso. E il lavoro, organizzato appositamente come strumento di sterminio nei lager nazisti, fece assai più vittime delle camere a gas, delle fucilazioni e delle epidemie, che pure furono di complemento importante per la difficile realizzazione del progetto del grande genocidio.
L'eliminazione degli oppositori e la cosiddetta "Soluzione finale del problema ebraico" erano stati decisi e avviati al progetto di realizzazione da Hitler già dagli anni '30, in vista della nuova visione o concezione nazista del mondo (Weltanschauung), dove la Germania vittoriosa avrebbe conquistato la Terra e attuato il millenarismo tedesco; non c'era posto quindi nei futuri immensi territori del Reich per oppositori, "vite indegne" o "razze inferiori" come ebrei e slavi, considerate Untermenschen («sub-umane»), colpevoli di aver portato la corruzione psicofisica nel mondo a suo dire. Bisognava sterminarli e insieme a loro tutti quelli che potevano costituire una minaccia per il grande Reich, e liberare le loro sconfinate terre dalla loro stessa presenza per ottenere lo spazio vitale (Lebensraum) necessario per l'espansione demografica del futuro Reich millenario.
Hitler era profondamente convinto che i primi ariani avevano fatalmente sbagliato avendo avuto pietà dei loro nemici; accoppiandosi con le razze impure degli "uomini bestia" avevano contaminato il loro sangue e permesso la proliferazione di ebrei e altri indesiderabili, che avevano portato il mondo alla decadenza e alla corruzione, alla diffusione di tare fisiche e malattie genetiche. Questa volta non ci sarebbe stato nessun errore e nessuna pietà.
Sempre secondo la delirante visione hitleriana, delle cinque popolazioni ariane, Greci, Latini, Germanici, Celti e Indiani, solo quella germanica si era emogeneticamente conservata più pura. Ad essa spettava il compito di ripopolare il mondo una volta eliminati quegli "errori" del passato e riportarlo alla sua primitiva bellezza in una nuova Età Iperborica. E lo sterminio e la guerra erano i primi passi per realizzarla. I nemici del Reich, quindi, non hanno nessun diritto alla vita, essendo considerati errori genetici, e andavano eliminati nel modo più veloce possibile ma, viste le esigenze di guerra del momento, andavano anche utilizzati per la grande causa nazista, ricavando lauti guadagni dall'espropriazione di ogni loro bene e impiegandone massicciamente la forza lavoro nello sforzo bellico tedesco. Chi non poteva lavorare veniva fatto sparire il più presto possibile. Vi erano svariati milioni di ebrei e oppositori da sterminare, ed era possibile eliminarli al riparo di occhi indiscreti nei recinti dei lager, vere e proprie macchine di morte. Certamente non era possibile ucciderli tutti insieme, "in un sol colpo", come avrebbe preferito Hitler.
Dall'Archivio Centrale di Berlino risultano in totale circa 17 milioni e mezzo di deportati dal 1933 al 1945, non inclusi quelli assai numerosi che non furono registrati, e anche centinaia di migliaia di prigionieri di guerra russi, e altri che non furono inviati nei campi militari tedeschi perché non soggetti alla Convenzione di Ginevra. Dalle cifre ufficiali sembra che circa 11, dei 17 milioni e mezzo di deportati, persero la vita nei lager, tra cui 6 milioni di ebrei. Certamente una percentuale di morte altissima, impossibile da raggiungere solo con i pochi "campi di sterminio" (Vernichtungslager) conosciuti, anche se notevolmente grandi e micidiali; quella cifra può essere raggiunta invece attraverso le migliaia di campi e sottocampi denominati semplicemente Arbeitslager, dove veniva applicato lo sterminio attraverso il lavoro. Infatti, tra il 1933 e il 1945, la Germania nazista costruì circa 20.000 campi di concentramento, da cui transitarono milioni di persone per rendere fattibile via via il colossale commercio umano con cui il nazionalsocialismo faceva affari d'oro. Essi erano costruiti vicino alle cave, alle fabbriche, alle miniere, alle piantagioni o ovunque si potesse vendere la manodopera a costo zero dei deportati resi schiavi. Le industrie compratrici furono la IG Farben, la Knorr, la Bayer, la Werke, la Siemens-Schuckertwerke, la Krupp e altre industrie minori. Anche nelle fabbriche si operavano le selezioni da parte delle maestranze per il ricambio di manodopera fresca.
Qualcuno fece notare che se in ciascuno dei 20.000 campi nazisti vi fosse stato ipoteticamente un solo morto al giorno, in un anno si sarebbero contati circa 7 milioni e duecentomila morti.
I lager nazisti non furono un'atroce follia del capriccio hitleriano fine a se stessa, un genocidio attuato solo per vano odio razziale ma la mercificazione dello sterminio, un calcolo infinitamente giovevole e capillare per i grandi interessi della Germania medesima, che riuscì a trarre da questi infami campi, probabilmente, il principale finanziamento per la guerra stessa, tanto da arrivare persino a quadruplicare la produzione bellica durante il conflitto. Dall'espropriazione coatta dei beni di milioni e milioni di ebrei, slavi, zingari e deportati di ogni nazionalità, si ricavarono migliaia di tonnellate d'oro, platino, argento, altri metalli, oggetti e pietre preziose, valute nazionali e straniere, Titoli del Tesoro e Azioni per miliardi di marchi, beni mobili e immobili, opere d'arte, enormi quantità di suppellettili, come masserizie, oggetti personali, calzature, pellicce pregiate e così via, oltre a forza lavoro a costo zero di milioni di lavoratori schiavi, e al risultato finale, ossia la pulizia etnica di immensi territori destinati all'annessione tedesca. Più si deportava, più si uccideva e più guadagnava. Ancora oggi è impossibile calcolare l'immenso tesoro sottratto.
Nell'aprile del '45 si parlò di treni carichi d'oro oramai senza meta, che giravano intorno a Berlino. I lager nazisti probabilmente furono la più grande razzia che il genere umano ricordi. Non si crea un così colossale sistema concentrazionario solo per sfogo gratuito contro le razze considerate inferiori, ne si costruiscono numerose e costose installazioni di sterminio per lo stesso futile motivo; ciò avrebbe comportato una spesa notevole non certo conveniente da sostenere in tempo guerra. Da ghetti, prigioni e da un sistema assai complicato di vari tipi di campi di raccolta, considerati serbatoi umani per chi veniva continuamente arrestato o rastrellato dalla Gestapo, i condannati venivano fatti confluire successivamente nei lager di lavoro, man mano che si liberavano i posti lasciati dagli sventurati uccisi prima di loro. Dovevano morire dopo aver dato ogni risorsa fisica e mentale per il lavoro in schiavitù per il III Reich. Era fondamentale variare il livello di mortalità nei lager, secondo gli ordini da Berlino che lo controllava, in modo che fosse possibile far sempre posto ai nuovi arrivi, e quindi si ordinavano liquidazioni veloci o, a volte, i deportati subivano una denutrizione più dura, eliminando anche la assai esigua razione di pane, affinché avessero ancora meno forza di sopravvivere nel limite di tempo imposto. Era il sistema dei rimpiazzi continui. La mortalità nei lager era costantemente sotto controllo perché non rallentasse il genocidio. Il problema più grande era quello di riuscire a far sempre posto per i nuovi arrivi, e si impartivano ordini per accelerare o rallentare le "macchine della morte" a seconda del flusso dei prigionieri. La costante fissa per il deportato era comunque sempre e solo la morte.
Anche Monowitz, seppur indicato come "campo di lavoro", fu un campo di sterminio in piena regola e anche tra i più feroci, dove si sterminava, come già detto, principalmente con il lavoro in schiavitù per il III Reich, ma anche con torture e sevizie; la mortalità era altissima.
I campi di sterminio, una volta che la Germania avesse vinto la guerra, sarebbero continuati a esistere, per fornire forza lavoro per la ricostruzione del dopoguerra, e per sfruttare quelle razze considerate inferiori e quindi schiave a vantaggio di quella "ariana", padrona del mondo e non ultima, la pulizia etnica del nuovo Reich come prevedeva il criminale Generalplan Ost, il Piano Generale per l'Est (GPO). Le installazioni di sterminio erano di costruzione ben solida, fatte per durare nel tempo.
Dalle testimonianze di Primo Levi e quelle dell'ufficiale inglese Denis Avey emerge che sopravvivere qualche mese a Monowitz era praticamente impossibile. Lo sterminio nazista era di due tipi: quello diretto, in cui si uccidevano subito i deportati che per qualunque motivo non potevano lavorare, o quello rinviato fino allo sfinimento fisico di chi era stato scelto per il lavoro coatto. Continue e costanti selezioni avviate da medici ed SS "ripulivano" le file degli infelici dai soggetti sfiniti, i cosiddetti "Muselman", per rimpiazzarli con nuova manodopera. Denis Avey afferma che "...agli occhi delle SS bisognava sempre apparire in grado di lavorare almeno per un altro giorno sennò si veniva selezionati per la morte immediata".
Per l'incenerimento i cadaveri di Monowitz venivano inviati a Birkenau, come anche i vivi selezionati per la morte. Ma il calvario per gli inabili al lavoro del complesso di Auschwitz non finiva una volta portati a Birkenau; sovente i crematori con le camere a gas erano affollati dagli arrivi dei convogli degli ebrei e allora i condannati o venivano dirottati verso le famigerate "'Fosse crematorie'", dove tramortiti con un colpo alla nuca con armi di piccolo calibro erano gettati in fosse ardenti a cielo aperto, oppure venivano rinchiusi nelle baracche del cosiddetto "'Campo della Morte'", dove venivano lasciati senza mangiare e bere finché i crematori non si liberavano. Non si sprecava cibo o acqua per nutrire questi fantasmi inutili in attesa di morire. E magari per giorni e giorni era pietoso vedere le loro mani fuori delle grate delle finestre a chiedere almeno un po' d'acqua; molti di loro vi morivano di fame e di sete prima di giungere al gas. Inoltre le camere a gas non venivano usate se non si raggiungeva un "quorum" di 3.000 persone (questo per risparmiare il gas per eccidi maggiori); per cifre inferiori e fino ad un massimo di 500 persone, si uccidevano i selezionati sempre con un colpo alla nuca con armi di piccolo calibro; per evitare lunghi trasporti di cadaveri ai forni, queste esecuzioni avvenivano vicino o proprio dentro la sala d'incenerimento dei crematori tra le urla disumane delle vittime impazzite dal terrore. Seguiva l'incenerimento, ma nel mucchio dei cadaveri molti non erano ancora morti e venivano gettati ancora vivi e agonizzanti nei forni. Il Campo della Morte è ancora visibile a sinistra di chi entra a Birkenau. I deportati vivevano in condizioni di vita indescrivibili e volutamente sottoalimentati, con servizi igienici e sanitari praticamente inesistenti, nel terrore continuo di essere massacrati dagli aguzzini quando non cadevano uccisi da qualcuna delle tante epidemie del campo all'ordine del giorno come scabbia, tifo o dissenteria. Era lo sterminio provocato.
Il grande problema per i nazisti dei lager non era uccidere ma lo smaltimento dei cadaveri, per il quale quasi mai i forni crematori erano sufficienti; allora si ricorreva anche a fosse crematorie e fosse comuni. Le fosse comuni davano problemi perché dopo qualche tempo i gas della putrefazione sollevavano il terreno sfogando in un liquido nero pestilenziale. Un ufficiale nazista di Birkenau inventò uno speciale colatoio per ovviare a questo problema delle fosse comuni.
Anche a Monowitz gli aguzzini apposero in bella vista la frase "Arbeit macht frei", "Il lavoro rende liberi", la famosa grande menzogna nazista sita alle porte di molte di queste bolge; forse una macabra ironia, più si lavora e prima ci si libera dalle sofferenze del lager. Forse serviva a tenere calmi i nuovi schiavi, incoraggiandoli a lavorare di più e meglio promettendo ai più solerti il miraggio della libertà; ma di certo era la prima cinica infamia che subivano i nuovi arrivati, lì dove il lavoro non liberò mai nessuno.

## Testimonianze

### Dalla corrispondenza fra la I.G. Farben e i responsabili del lager di Auschwitz
Bruno Bettelheim, nel suo libro "Il cuore vigile: autonomia individuale e società di massa", riporta questa agghiacciante trattativa tra la I.G. Farben di Monowitz e le autorità SS del campo di Auschwitz:
Abbiamo ricevuto la vostra risposta, ma consideriamo che il prezzo di 220 marchi per donna sia eccessivo. Vi proponiamo un prezzo non superiore a 170 marchi a testa. Se siete d'accordo sulla cifra, prenderemo possesso delle donne. Ce ne abbisognano circa 150.
Accusiamo ricevuta dell'accordo. Preparateci 150 donne nelle migliori condizioni di salute: appena pronte le prenderemo a nostro carico.
Ricevuta ordinazione di 150 donne. Nonostante l'aspetto emaciato, esse sono state giudicate soddisfacenti. A giro di posta vi terremo al corrente dei risultati dell'esperimento.
Gli esperimenti sono stati eseguiti. Tutti i pezzi sono morti. Ci metteremo presto in contatto con voi per una nuova ordinazione.»
(Bruno Bettelheim, "Il cuore vigile: autonomia individuale e società di massa")

### Il Campo di Monowitz descritto da Primo Levi
Qui seguente è riportata la descrizione di Primo Levi del Campo di Monowitz come lo vide nel 1944, anno della sua deportazione nel lager.
"Già abbiamo una certa idea della topografia del Lager; questo nostro Lager è un quadrato di circa seicento metri di lato, circondato da due reticolati di filo spinato, il più interno dei quali è percorso da corrente ad alta tensione. È costituito da sessanta baracche in legno, che qui chiamano Blocks, di cui una decina in costruzione; a queste vanno aggiunti il corpo delle cucine, che è in muratura; una fattoria sperimentale, gestita da un distaccamento di Häftlinge [= prigionieri, internati – n.d.r.] privilegiati; le baracche delle docce e delle latrine, in numero di una per ogni gruppo di sei od otto Blocks. Di più, alcuni Blocks sono adibiti a scopi particolari. Innanzitutto, un gruppo di otto, all'estremità est del campo, costituisce l'infermeria e l'ambulatorio; v'è poi il Block 24 che è il Krätzeblock, riservato agli scabbiosi; il Block 7, in cui nessun comune Häftlinge è mai entrato, riservato alla Prominenz, cioè all'aristocrazia, agli internati che ricoprono le cariche supreme; il Block 47, riservato ai Reichsdeutsche (gli ariani tedeschi, politici o criminali); il Block 49, per soli Kapos; il Block 12, una metà del quale, ad uso dei Reichsdeutsche e Kapos, funge da Kantine, cioè da distributorio di tabacco, polvere insetticida, e occasionalmente altri articoli; il Block 37, che contiene la Fureria centrale e l'Ufficio del lavoro; e infine il Block 29, che ha le finestre sempre chiuse perché è il Frauenblock, il postribolo del campo, servito da ragazze Häftlinge polacche, e riservato ai Reichsdeutsche.

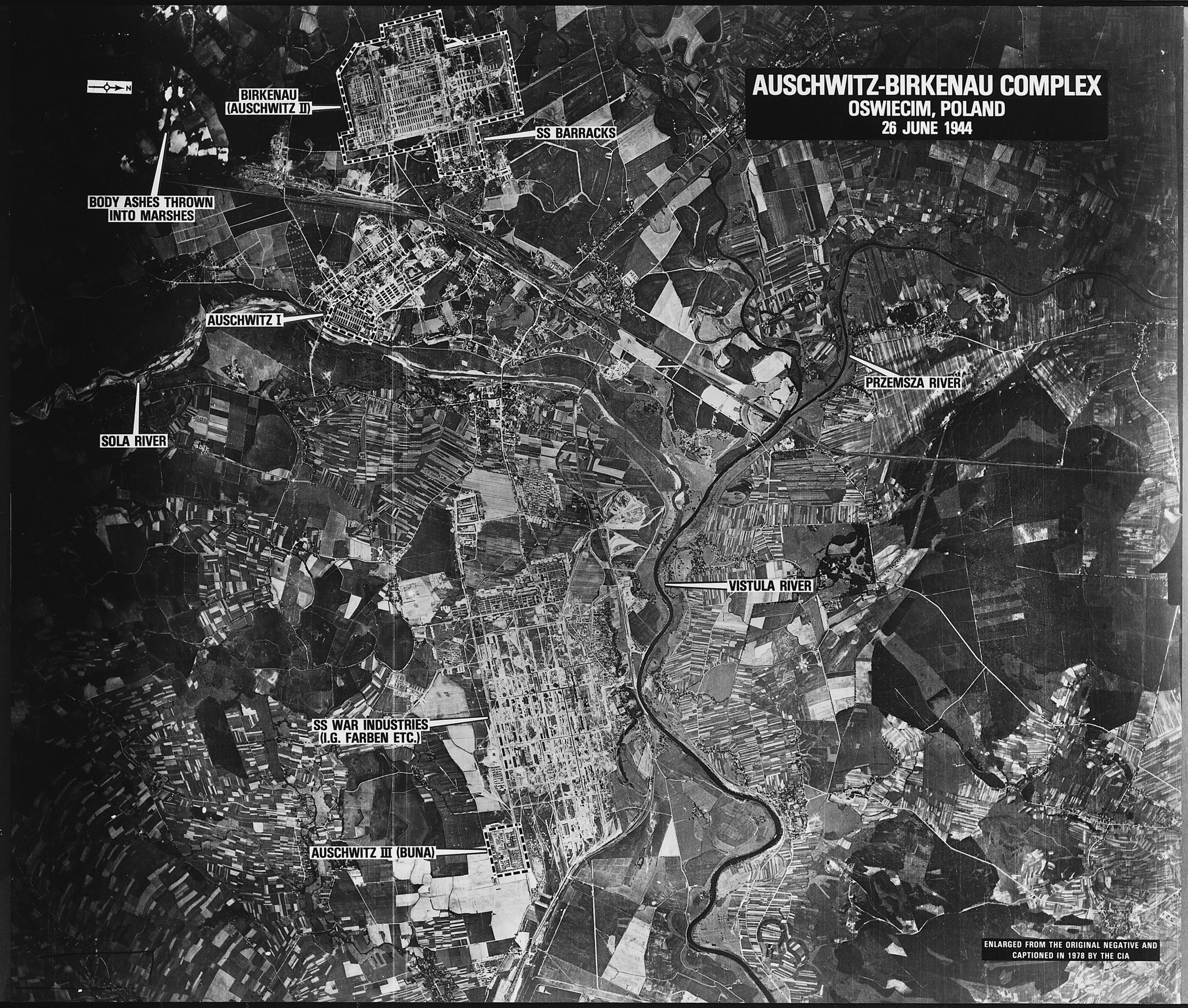
Veduta aerea nel 1944 del comprensorio di Auschwitz: Auschwitz I (campo di concentramento di Auschwitz); Auschwitz II (campo di sterminio di Birkenau) e Auschwitz III (campo di lavoro di Monowitz)

I comuni Blocks di abitazione (baracche) sono divisi in due locali; in uno (Tagesraum) vive il capobaracca con i suoi amici: v'è un lungo tavolo, sedie, panche; ovunque una quantità di strani oggetti dai colori vivaci, fotografie, ritagli di riviste, disegni, fiori finti, soprammobili; sulle pareti, grandi scritte, proverbi e poesiole inneggianti all'ordine, alla disciplina, all'igiene; in un angolo, una vetrina con gli attrezzi del Blockfrisör (barbiere autorizzato), i mestoli per distribuire la zuppa e due nerbi di gomma, quello pieno e quello vuoto, per mantenere la disciplina medesima.
L'altro locale è il dormitorio; non vi sono che centoquarantotto cuccette a tre piani, disposte fittamente, come celle di alveare, in modo da utilizzare senza residui tutta la cubatura del vano, fino al tetto, e divise da tre corridoi; qui vivono i comuni Häftlinge, in numero di duecento-duecentocinquanta per baracca, due quindi in buona parte delle cuccette, le quali sono di tavole di legno mobili, provviste di un sottile sacco a paglia e di due coperte ciascuna. I corridoi di disimpegno sono così stretti che a stento ci si passa in due; la superficie totale di pavimento è così poca che gli abitanti di uno stesso Block non vi possono soggiornare tutti contemporaneamente se almeno la metà non sono coricati nelle cuccette. Di qui il divieto di entrare in un Block a cui non si appartiene.
In mezzo al Lager c'è la piazza dell'Appello, vastissima, dove ci si raduna al mattino per costituire le squadre di lavoro, e alla sera per venire contati. Di fronte alla piazza dell'Appello c'è una aiuola dall'erba accuratamente rasa, dove si montano le forche quando occorre."

### Testimonianze di vita e di morte a Monowitz
Mai dimenticherò quel silenzio notturno che mi ha tolto per l'eternità il desiderio di vivere.
Mai dimenticherò quegli istanti che assassinarono il mio Dio e la mia anima, ed i miei sogni, che presero il volto del deserto.
Mai dimenticherò tutto ciò, anche se fossi condannato a vivere quanto Dio stesso.
Mai.»
(Elie Wiesel, La notte)
Altra grande testimonianza sul lager di Monowitz è quella dell'ufficiale inglese Denis Avey che scambiò la sua tuta mimetica di protetto dalla Convenzione di Ginevra con i logori panni pieni di parassiti di un ragazzo olandese di origini ebree deportato, per poter entrare non riconosciuto nel lager e vedere con i suoi occhi quello che vi avveniva dentro.
Entrò volontariamente nel campo di Monowitz rischiando la vita per poter recare testimonianza contro i brutali assassini e criminali del campo. Quello che vide e subì ebbe dell'incredibile e lo segnò per tutta la vita, mentalmente e fisicamente (finita la guerra, per le lesioni subite gli fu asportato un occhio).
Denis Avey nel suo libro Auschwitz. Ero il numero 220543 racconta:
(Denis Avey, Auschwitz. Ero il numero 220543)

## Le visite storiche ad Auschwitz

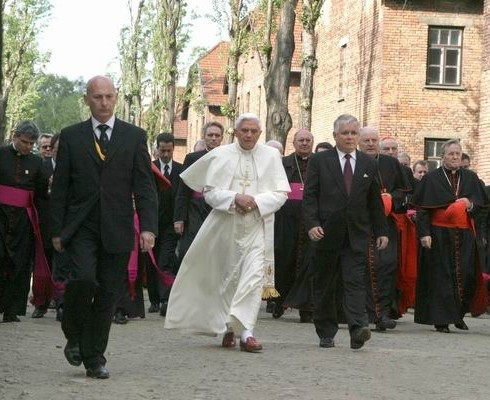
Papa Benedetto XVI ad Auschwitz.

Il campo di concentramento oltre a essere costantemente visitato da turisti da ogni parte del mondo, è stato anche un luogo di visita di personaggi celebri. Negli ultimi decenni, il campo è stato visitato da due Papi. Il primo a varcare il cancello fu Giovanni Paolo II durante il suo primo viaggio da Papa in Polonia il 7 giugno 1979. Durante quella visita il Pontefice pregò all'interno della cella dove fu prigioniero Massimiliano Kolbe. Il secondo Papa ad aver fatto visita al campo di concentramento, fu Papa Benedetto XVI durante l'ultimo giorno del suo primo viaggio Apostolico in terra polacca il 28 maggio 2006. Anche lui come Giovanni Paolo II pregò nella cella di Massimiliano Kolbe e dopo la visita del campo di sterminio di Birkenau lesse un duro discorso contro il genocidio.
Non vanno dimenticate le visite ufficiali del Presidente degli Stati Uniti Gerald Ford, dei Reali d'Olanda Baldovino e consorte, del cancelliere tedesco Helmut Kohl, dei Reali di Spagna Juan Carlos I e consorte.

## Il dibattito relativo al numero delle vittime
Nel 1990 il numero di vittime del complesso di Auschwitz riportate sulla targa commemorativa fu messo in discussione, scatenando un acceso dibattito non sopito. Il numero riportato passò da quattro milioni di vittime a 1.500.000, allineandosi con le stime degli storici moderni che propendono per un numero compreso tra 1.100.000 e 1.500.000 morti.
Principale promotore della sostituzione fu Franciszek Piper, direttore del Dipartimento di Ricerca storica del Museo di Auschwitz, che dopo un approfondito esame, stimò come errato il valore precedente. Il numero di quattro milioni traeva le sue origini da un articolo della rivista sovietica Krasnaja Zvezda dell'8 maggio 1945; l'articolo si basava sull'indagine di una commissione sovietica che aveva tenuto conto esclusivamente del rendimento massimo teorico giornaliero dei forni crematori e del loro periodo di utilizzo. L'ipotesi fu confermata nel successivo processo di Norimberga quando Rudolf Höß, fu comandante del campo, testimoniò che tra il 1940 e il 1943 (il campo di Auschwitz fu operativo fino al gennaio 1945) circa tre milioni di persone erano morte nel campo, quindi era possibile aver raggiunta la cifra dei 4 milioni nel 1945. Nella sua testimonianza Höß fa un calcolo generale di stima assommando le varie cause di morte ad Auschwitz-Birkenau dallo sterminio alle epidemie e ai decessi per lavoro. Höß conosceva bene la macchina di morte del più grande lager nazista e la sua micidialità essendo lui stesso l'organizzatore tecnico di tale impianto. Ci furono anche per questa testimonianza di Höß contestazioni di accaniti negazionisti nelle quali si affermava che l'ex comandante di Auschwitz fosse stato torturato dagli stessi Inglesi per esagerare sul numero dei morti, cadendo di conseguenza in numerose contraddizioni.
In realtà un limitato rendimento massimo teorico dei forni crematori o calcoli infinitesimali sul loro utilizzo o durata e anche le minuziosissime descrizioni tecniche sull'impossibilità delle presunte camere a gas di fare un genocidio simile, non possono negare l'Olocausto, perché tra i numerosi modi di uccidere nei lager nazisti il genocidio principale fu eseguito affamando e consumando con il lavoro volutamente milioni di persone, decimate anche da numerose epidemie e addirittura in alcuni casi quando le epidemie non scoppiavano da sole, le si provocavano con la promiscuità con soggetti malati.
La cifra di quattro milioni di Birkenau, che ebbe origine sotto la spinta dell'orrore per la scoperta dei campi di sterminio nazionalsocialisti, è stata successivamente anche contestata da molti storici, che pure non hanno mai trovato una stima definitiva sul numero ma che comunque oscillerebbe tra uno e due milioni di vittime. Tali studi e quelli effettuati dallo stesso Piper (che propende per 1.100.000 morti) lo convinsero a portare avanti (con successo) la sostituzione della targa commemorativa.

## Persone legate ad Auschwitz

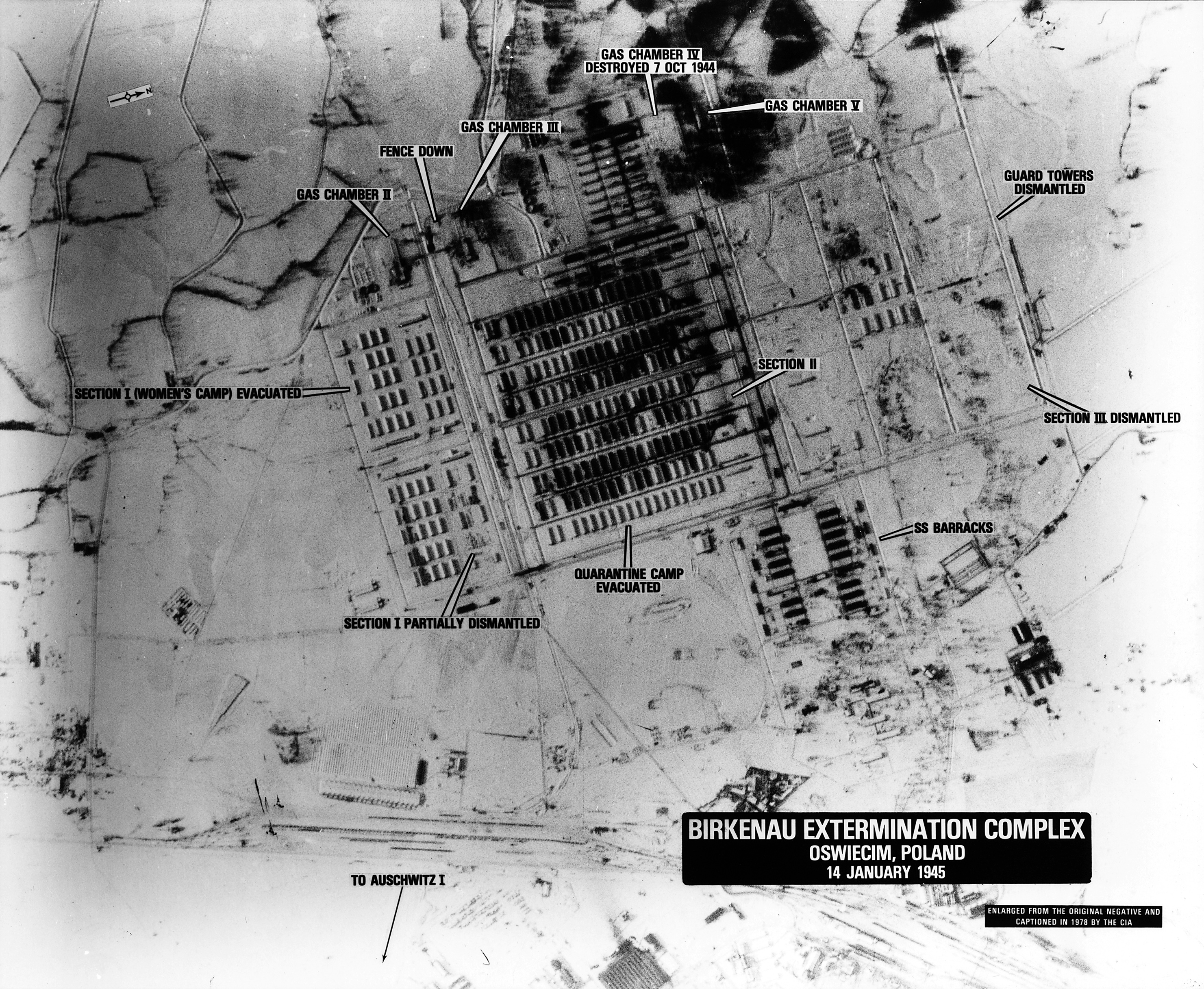
Veduta aerea del lager di Birkenau nel gennaio 1945

- Primo Levi, scrittore italiano, imprigionato per 11 mesi ad Auschwitz, dove lavorò per la Buna-Werke. Fu liberato dall'Armata Rossa, e scrisse le sue memorie in Se questo è un uomo, La tregua e I sommersi e i salvati.
- Ondina Peteani, prima staffetta partigiana italiana, segregata ad Auschwitz e successivamente internata a Ravensbruck; si salverà riuscendo a fuggire dalla Marcia della Morte.
- Denis Avey, veterano britannico della seconda guerra mondiale imprigionato in uno dei sottocampi militari di Monowitz; scambiò la divisa con un deportato di origini ebree per entrare volontariamente nel lager di sterminio e testimoniare quello che vi avveniva. Scrisse nel 2011, Auschwitz, ero il numero 220543; nel 2010 fu nominato Eroe britannico dell'Olocausto dal Governo inglese.
- Elie Wiesel, scrittore rumeno Premio Nobel per la pace, sopravvisse a Monowitz, scrivendo anch'egli le sue memorie in un libro, La notte.
- Liana Millu, partigiana italiana di origini ebree, fu trasferita ad Auschwitz nel 1944 poi a Ravensbrück, dove fu liberata dagli Alleati.
- Józef Cyrankiewicz, Primo Ministro della Polonia dal 1947 al 1952 e di nuovo dal 1954 al 1970. Divenne Presidente della Polonia tra 1970 e il 1972.
- Anna Frank, famosa per il suo Diario, prigioniera ad Auschwitz dal settembre all'ottobre del 1944, dopodiché fu spostata al campo di concentramento di Bergen-Belsen, dove morì di tifo.
- Imre Kertész, Premio Nobel ungherese, restò ad Auschwitz per tre giorni nell'estate dal 1944, prima di essere dichiarato abile al lavoro e trasferito a Buchenwald.
- San Massimiliano Kolbe, frate francescano polacco devoto mariano. Imprigionato ad Auschwitz, si sacrificò prendendo il posto di un prigioniero condannato a morire di fame e di sete nel bunker della morte. Fu ucciso con un'iniezione di acido fenico dopo due settimane di agonia. Il suo corpo cremato e le ceneri disperse nel giorno dell'Assunzione di Maria Vergine al Cielo, il 15 agosto 1941.
- Irène Némirovsky grande scrittrice ucraina di origini ebree convertita al Cattolicesimo, morta ad Auschwitz il 17 agosto 1942. Il marito cercò di liberarla ma fu deportato anche lui ad Auschwitz dove fu gasato appena arrivato nel novembre successivo. Entrambi vittime delle leggi antisemite varate nel 1940 dal governo Vichy.
- Witold Pilecki, militare della nobiltà polacca, soldato al servizio dell'Armia Krajowa, prigioniero volontario nel lager di Auschwitz dal 1940 al 1943, dove organizzò la resistenza e poi fuggito informò gli Alleati sulle atrocità perpetrate nei campi. Giustiziato nel 1948 dalle autorità sovietiche come spia del Governo polacco in esilio a Londra.
- Edith Stein, conosciuta anche come Santa Teresa Benedetta della Croce, patrona dell'Europa, dei martiri e degli orfani, suora Carmelitana, teologa e filosofa. Fu prigioniera ad Auschwitz, dove morì il giorno stesso del suo arrivo al campo.
- Miklós Nyiszli (1901-1956), medico anatomo-patologo ungherese, sopravvissuto, scrisse il libro di memorie Medico a Auschwitz - Memorie di un medico deportato
- Etty (Esther) Hillesum, scrittrice olandese ventinovenne di origini ebree, deportata insieme alla sua famiglia ad Auschwitz, dove morì il 30 novembre 1943. Fu l'autrice di un intenso Diario, scritto ad Amsterdam tra il 1941 e il 1943.
- Piero Terracina, italiano di origini ebree nato a Roma nel 1928 e deportato ad Auschwitz nel 1944; dirigente d'azienda in pensione visse incontrando costantemente ragazzi delle scuole di tutta Italia per trasmettere la sua testimonianza.
- Mario Finzi, è trasportato ad Auschwitz Birkenau nel maggio 1944, dove secondo la testimonianza di un ebreo di Rodi, Eliakim Cordoval, che lo assiste, muore per una grave infezione intestinale il 22 febbraio 1945, a quasi un mese dalla liberazione del campo. Un'altra versione afferma che Finzi si sia suicidato gettandosi contro il filo spinato ad alto voltaggio del campo; sembra che abbia lasciato un messaggio ai genitori, chiedendo il loro perdono per questo gesto disperato.
- Shlomo Venezia, venne arrestato con la famiglia a Salonicco nell'aprile 1944 e deportato presso il campo di sterminio di Auschwitz-Birkenau dove fu accorpato alle unità speciali delle camere a gas e dei crematori. Sopravvivendo alle marce della morte, raggiunse Mauthausen e poi recluso nelle gallerie di Ebensee dove fu liberato. Ci ha lasciato "Sonderkommando Auschwitz" il libro della sua testimonianza. Deceduto il 1º ottobre 2012
- Elisa Springer, nata a Vienna nel 1918, deportata prima ad Auschwitz e poi in altri tre campi di concentramento, le sue memorie sono raccontate ne Il silenzio dei vivi. È vissuta in Italia fino alla morte, nel 2004.
- Riccardo Dalla Volta, nel 1944 venne deportato ad Auschwitz, dove trovò immediata morte.
- Nedo Fiano, nato a Firenze, fu deportato ad Auschwitz all'età di 19 anni. Sopravvissuto grazie alla conoscenza del tedesco. Fino agli ultimi anni della sua vita ha fatto opera di testimonianza con i ragazzi delle scuole, raccontando la sua storia, raccolta anche nel libro "Il Coraggio di Vivere", pubblicato nel 2003.
- Bruno Piazza, avvocato e giornalista arrestato il 13 luglio 1944 e deportato ad Auschwitz, si salvò con la liberazione da parte dell'Armata Rossa. Fece in tempo a scrivere Perché gli altri dimenticano prima di morire (nel 1946) pochi mesi dopo esser tornato a casa.
- Kazimierz Albin, nato a Cracovia il 30 agosto 1922, ex combattente e fondatore dell'Associazione per la Tutela di Oświęcim, imprigionato ad Auschwitz, riuscì a fuggire, ha scritto il libro Mandato di cattura, che narra della sua esperienza.
- Giuliana Fiorentino Tedeschi, nata a Milano nel 1914, scomparsa a Torino nel 2010, autrice del commovente libro C'è un punto della terra... fu deportata dall'Italia ed arrivò l'11 aprile 1944 nel campo di sterminio di Birkenau ma fu selezionata per lavorare come schiava alla Buna-Monowitz e sopravvisse.
- Leo Zelikowski
- Vladek Spiegelman

## Filmografia
- Notte e nebbia, Alain Resnais, 1955 (doc)
- Kapò, Gillo Pontecorvo, 1959
- Il diario di Anna Frank, George Stevens, 1959
- La passeggera, Andrzej Munk, 1963
- The Day the Clown Cried, Jerry Lewis, 1972
- Il portiere di notte, Liliana Cavani, 1974
- Ballata per un condannato, Daniel Mann, 1980
- La scelta di Sophie, Alan J. Pakula, 1982
- Shoah, Claude Lanzmann, 1985 (doc)
- Il coraggio di non dimenticare, Michael Lindsay-Hogg, 1986 (film per la tv)
- Arrivederci ragazzi, Louis Malle, 1987
- Ricordi di guerra, Dan Curtis, 1988 (sceneggiato tv – gli episodi in cui si parla di Auschwitz sono i numeri 1, 2, 5, 7, 8, 9, 10, 11 e 12)
- Oltre la vittoria, Roger Malcom Young, 1989
- Vita per vita, Maximilian Kolbe, Krzysztof Zanussi, 1991
- E i violini cessarono di suonare, Alex Ramati, 1992
- Schindler's List - La lista di Schindler, Steven Spielberg, 1993
- Jona che visse nella balena. Roberto Faenza, 1993
- La settima stanza, Márta Mészáros, 1995
- La vita è bella, Roberto Benigni, 1997
- La tregua, Francesco Rosi, 1997
- Bent, Sean Mathias, 1997
- Train de vie, Radu Mihăileanu, 1998
- L'allievo, Bryan Singer, 1998
- Gli ultimi giorni, James Moll, 1998 (doc)
- Uno specialista - Ritratto di un criminale moderno, Eyal Sivan, 1999 (doc)
- Jakob il bugiardo, Peter Kassovitz, 1999
- Paragraph 175, Sharon Wood, 2000 (doc)
- La zona grigia, Tim Blake Nelson, 2001
- Il pianista, Roman Polański, 2002
- Rosenstrasse, Margarethe von Trotta, 2003
- Volevo solo vivere, Mimmo Calopresti, 2006 (doc)
- Der letzte Zug, Joseph Vilsmaier e Dana Vávrová, 2006
- La strada di Levi, Davide Ferrario, 2006 (doc)
- Senza destino, Lajos Koltai, 2006
- Il bambino con il pigiama a righe, Mark Herman, 2008
- Un treno per Auschwitz, Bruno Capuana, 2008 (doc)
- The Reader - A voce alta, Stephen Daldry, 2008
- Mi ricordo Anna Frank, Alberto Negrin, 2009
- Vento di primavera, Roselyne Bosch, 2010